# Olympische Winterspiele 2018/Bob – Zweierbob (Frauen)
Beim Zweierbob der Frauen bei den Olympischen Winterspielen 2018 fanden insgesamt vier Läufe statt.
Die ersten beiden Läufe wurden am 20. Februar 2018 um 20:50 Uhr Ortszeit (12:50 Uhr MEZ) ausgetragen. Der dritte und vierte Lauf fand am 21. Februar 2018, 20:40 Uhr Ortszeit (12:40 Uhr MEZ) statt. Ausgetragen wurde der Zweierbobwettbewerb der Frauen im Alpensia Sliding Center.
Olympiasiegerinnen wurden die Deutschen Mariama Jamanka und Lisa Buckwitz.

## Ergebnisse
| Rang  | Athleten                                       | Nation                           | Laufzeiten (s) | Laufzeiten (s) | Laufzeiten (s) | Laufzeiten (s) | Gesamt (min) |
| Rang  | Athleten                                       | Nation                           | 1              | 2              | 3              | 4              | Gesamt (min) |
| ----- | ---------------------------------------------- | -------------------------------- | -------------- | -------------- | -------------- | -------------- | ------------ |
| 1     | Mariama Jamanka Lisa Buckwitz                  | Deutschland                      | 50,54          | 50,72          | 50,49          | 50,70          | 3:22,45      |
| 2     | Elana Meyers Taylor Lauren Gibbs               | Vereinigte Staaten               | 50,52          | 50,81          | 50,46          | 50,73          | 3:22,52      |
| 3     | Kaillie Humphries Phylicia George              | Kanada                           | 50,72          | 50,88          | 50,52          | 50,77          | 3:22,89      |
| 4     | Stephanie Schneider Annika Drazek              | Deutschland                      | 50,63          | 50,93          | 50,71          | 50,70          | 3:22,97      |
| 5     | Jamie Greubel Poser Aja Evans                  | Vereinigte Staaten               | 50,59          | 50,99          | 50,59          | 50,85          | 3:23,02      |
| 6     | Alysia Rissling Heather Moyse                  | Kanada                           | 50,81          | 50,95          | 50,83          | 51,04          | 3:23,63      |
| 7     | Christine de Bruin Melissa Lotholz             | Kanada                           | 50,94          | 50,91          | 51,07          | 51,29          | 3:23,89      |
| 8     | Mica McNeill Mica Moore                        | Großbritannien                   | 50,77          | 50,95          | 51,16          | 51,19          | 3:24,07      |
| 9     | Sabina Hafner Rahel Rebsamen                   | Schweiz                          | 50,86          | 51,16          | 51,07          | 51,21          | 3:24,30      |
| 10    | Christina Hengster Valerie Kleiser             | Österreich                       | 51,23          | 51,04          | 51,00          | 51,24          | 3:24,51      |
| 11    | Elfje Willemsen Sara Aerts                     | Belgien                          | 51,03          | 51,28          | 51,10          | 51,21          | 3:24,61      |
| 12    | An Vannieuwenhuyse Sophie Vercruyssen          | Belgien                          | 51,24          | 51,28          | 51,53          | 51,20          | 3:25,25      |
| 13    | Anna Köhler Erline Nolte                       | Deutschland                      | 51,21          | 51,20          | 51,46          | 51,41          | 3:25,28      |
| 14    | Kim Yoo-ran Kim Min-seong                      | Südkorea                         | 51,24          | 51,20          | 51,32          | 51,55          | 3:25,31      |
| 15    | Maria Adela Constantin Andreea Grecu           | Rumänien                         | 51,17          | 51,50          | 51,39          | 51,57          | 3:25,53      |
| 16    | Alexandra Rodionowa Julija Belomestnych        | Olympische Athleten aus Russland | 51,29          | 51,47          | 51,41          | 51,55          | 3:25,72      |
| 17    | Katrin Beierl Victoria Hahn                    | Österreich                       | 51,49          | 51,41          | 51,51          | 51,43          | 3:25,84      |
| 18    | Jazmine Fenlator-Victorian Carrie Russell      | Jamaika                          | 51,29          | 51,50          | 51,83          | 51,32          | 3:25,94      |
| 19    | Seun Adigun Akuoma Omeoga Ngozi Onwumere       | Nigeria                          | 52,21          | 52,55          | 52,31          | 52,53          | 3:29,30      |
| DSQ 1 | Nadeschda Sergejewa Anastassija Kotscherschowa | Olympische Athleten aus Russland | (51,01)        | (51,49)        | (51,29)        | (51,37)        | (3:25,16)    |